# Jristina Ioannidi
Jristina Ioannidi –en griego, Χριστίνα Ιωαννίδη– (4 de enero de 1982) es una deportista griega que compitió en halterofilia.
Ganó una medalla de bronce en el Campeonato Mundial de Halterofilia de 2002 y tres medallas de bronce en el Campeonato Europeo de Halterofilia entre los años 1995 y 2004. Participó en los Juegos Olímpicos de Atenas 2004, ocupando el quinto lugar en la categoría de 75 kg.

## Palmarés internacional
| Campeonato Mundial | Campeonato Mundial  | Campeonato Mundial | Campeonato Mundial |
| Año                | Lugar               | Medalla            | Categoría          |
| ------------------ | ------------------- | ------------------ | ------------------ |
| 2002               | Varsovia (Polonia)  | Medalla de bronce  | 75 kg              |
| Campeonato Europeo |                     |                    |                    |
| Año                | Lugar               | Medalla            | Categoría          |
| 1995               | Beer Sheva (Israel) | Medalla de bronce  | 59 kg              |
| 2003               | Lutraki (Grecia)    | Medalla de bronce  | 75 kg              |
| 2004               | Kiev (Ucrania)      | Medalla de bronce  | 75 kg              |